# Cselekvőképesség
A cselekvőképesség mint jogi fogalom alatt a természetes személynek azt a képességét értjük, hogy cselekedeteivel saját nevében jogokat szerezhet, illetőleg kötelezettségeket vállalhat.

## Általában
Az embernek ahhoz, hogy részese legyen polgári jogi viszonyoknak, azokban aktívan közreműködjön, bizonyos fokú szellemi érettségre, szellemi épségre, megfontolási és döntési készségre van szüksége, azaz észszerű akarat-elhatározás szükséges. Ezt az ember ügyeinek viteléhez való belátási képességet nevezzük cselekvőképességnek. 
A cselekvőképesség az ember biológiai és jogi adottsága.
Biológiai adottság:
- szellemi érettség, azaz bizonyos életkor elérése, mindennapi életvitelben való jártasság,
- szellemi épség, azaz hogy nem szenved veleszületett szellemi fogyatkozásban, vagy később bekövetkezett pszichés betegségben,
- észszerű akaratelhatározásra való képesség, azaz alternatívák mérlegelése, választása, következmények számbavétele és mindezeken alapuló felelős magatartás.

Jogi adottság:
- jognyilatkozati képesség, mely szerint az ember képes arra, hogy saját akarat-elhatározásával, saját nevében jogokat szerezhet és kötelezettségeket vállalhat, tehát szerződést köthet, jognyilatkozatot tehet.

Megkülönböztetünk aktív jognyilatkozati képességet (ember maga tesz jognyilatkozatot), és passzív jognyilatkozati képességet (ember elfogad jognyilatkozatot).
Mivel a mindennapi életben a szerződések a legtipikusabb jognyilatkozatok így ezek vonatkozásában a cselekvőképességet szerződőképességnek nevezzük. Az ember halála esetén beszélhetünk végintézkedési képességről (végrendelkezés) illetve ha egy károkozó magatartásra vonatkoztatva vizsgáljuk az ember belátási képességét, akkor vétőképességről beszélünk.
Különbséget kell tenni a cselekvőképesség és a jogképesség között: míg jogképessége minden személynek van, addig cselekvőképessége csak az embernek, mint természetes személynek lehet. Ugyanakkor viszont amíg minden ember jogképes, ezzel szemben nem minden ember cselekvőképes. A belátási képességtől függően lehet korlátozott vagy akár teljesen kizárt is. Ki kell emelni azonban, hogy cselekvőképességet kizárni, korlátozni csak törvény alapján lehet.

## A cselekvőképesség jogi fogalma
Magyarországon a cselekvőképesség szabályait a Polgári Törvénykönyv Második Rész tartalmazza.
Minden ember cselekvőképes, akinek cselekvőképességét e törvény vagy a bíróság gondnokság alá helyezést elrendelő ítélete nem korlátozza. Aki cselekvőképes, maga köthet szerződést vagy tehet más jognyilatkozatot. A cselekvőképességet korlátozó jognyilatkozat semmis.

## Fokozatai
A belátási képességtől függően a cselekvőképességnek három fokozata van:
- cselekvőképesség
- korlátozott cselekvőképesség
- cselekvőképtelenség

A főszabály szerint minden ember cselekvőképes, akinek cselekvőképességét e törvény vagy a bíróság gondnokság alá helyezést elrendelő ítélete nem korlátozza.

### Cselekvőképes
Aki cselekvőképes, az maga köthet szerződést vagy tehet más jognyilatkozatot, nem áll senkinek a felügyelete alatt, döntéseit maga hozza meg, saját ügyeiben megfontolásra képes. Cselekvőképes minden nagykorú, feltéve, hogy a cselekvőképességét a törvény nem korlátozza, vagy nem zárja ki. Hazánkban (valamint az Európai Unió többi államában és világszerte sok más országban) nagykorú az, aki a 18. életévét már betöltötte. Továbbá nagykorú kivételesen az is, aki ennél előbb házasságkötése révén nagykorúvá vált. Az ember a 18. születésnapja 0 órájától válik nagykorúvá. Házasságot 18 éven aluli csak engedéllyel köthet és feltétel még, hogy 16. életévét betöltse. Az ily módon szerzett nagykorúság – cselekvőképesség – akkor is fennmarad, ha a házasság a 18. életéve előtt megszűnik. Ez alól a szabály alól azonban kivétel, ha a bíróság a házasságot éppen a cselekvőképesség hiánya miatt vagy a szükséges gyámhatósági engedély hiánya miatt nyilvánítja érvénytelennek.

### Korlátozottan cselekvőképes
Korlátozottan cselekvőképes minden olyan személy, aki 14. életévét már betöltötte, de a 18. életévét még nem (azaz fiatalkorú), és nem cselekvőképtelen, továbbá az a nagykorú is, akit a bíróság cselekvőképességet korlátozó gondnokság alá helyezett. (A korlátozó gondnokság alá helyezés oka lehet intellektuális képességzavar, pszichés állapot, kóros szenvedély, világidegenség, illetve ha az illető bármilyen okból elhanyagolja magát vagy a környezetét.)

### Cselekvőképtelen
Cselekvőképtelenek a 14. életévüket még be nem töltött kiskorúak és azok a már 14. életévüket betöltött kiskorú és 18. életévüket betöltött nagykorú személyek, akiket a bíróság cselekvőképességet kizáró gondnokság alá helyezett. Gyermekkorúság vagy cselekvőképességet teljesen korlátozó gondnokság alá helyezés nélkül is cselekvőképtelen az a nagykorú vagy korlátozottan cselekvőképes személy, aki olyan állapotban van (például kábítószer, alkohol hatása alatt, műtéti altatás), hogy az ügyei viteléhez szükséges belátási képessége – tartósan vagy a jognyilatkozata megtételekor átmenetileg – teljesen hiányzik. Az ilyen tudatállapot önmagában elegendő jogi tényként idézi elő a cselekvőképtelenséget, elmúltával pedig a megelőző cselekvőképességi állapot automatikusan visszaáll.

## A korábbi magyar polgári törvénykönyv rendelkezései
12. § Kiskorú az, aki a tizennyolcadik életévét még nem töltötte be, kivéve, ha házasságot kötött. A házasságkötés nem jár a nagykorúság megszerzésével, ha a házasságot a bíróság a cselekvőképesség hiánya vagy a kiskorúság miatt szükséges gyámhatósági engedély hiánya miatt nyilvánította érvénytelennek.
Ptké. 77. § A házasságkötés a Ptk. hatálybalépése előtt kötött házasságnál sem jár a nagykorúság megszerzésével, ha a bíróság a házasságot a cselekvőképesség hiánya vagy a kiskorúság okából szükséges gyámhatósági engedély hiánya miatt érvénytelennek nyilvánítja.
12/A. § (1) Korlátozottan cselekvőképes az a kiskorú, aki a tizennegyedik életévét már betöltötte és nem cselekvőképtelen.
12/B. § (1) Cselekvőképtelen az a kiskorú, aki a tizennegyedik életévét nem töltötte be.
(2) Cselekvőképtelen az a tizennegyedik életévét már betöltött kiskorú is, akit a bíróság cselekvőképességet kizáró gondnokság alá helyezett. A gondnokság alá helyezési eljárásra a 15. § rendelkezései megfelelően irányadók. A gondnokság hatálya a nagykorúság elérésével áll be, de a kiskorú már a határozat jogerőre emelkedésével cselekvőképtelenné válik.
14. § (1) Korlátozottan cselekvőképes az a nagykorú, akit a bíróság ilyen hatállyal gondnokság alá helyezett.
15. § (1) Cselekvőképtelen az a nagykorú, akit a bíróság cselekvőképességet kizáró gondnokság alá helyezett.
17. § (1) Gondnokság alá helyezés nélkül is cselekvőképtelen az, aki olyan állapotban van, hogy ügyei viteléhez szükséges belátási képessége – tartósan vagy a jognyilatkozata megtételekor átmenetileg – teljesen hiányzik.

## Az ember cselekvőképessége és jognyilatkozatainak érvényessége

### Cselekvőképesek jognyilatkozatai
Aki cselekvőképes maga tehet érvényesen jognyilatkozatot. Megteheti közvetlenül – ő maga, vagy közvetve – meghatalmazott képviselője útján. Mivel a cselekvőképesség mint jognyilatkozati képesség lényegi előfeltétele az akarat-elhatározás képességének az épsége és érettsége, a cselekvőképes embernek korlátozottan cselekvőképes személy is lehet a képviselője. Ilyenkor ugyanis a korlátozottan cselekvőképes nem a saját akaratát, hanem az általa képviselt cselekvőképes ember akaratát közvetíti (pl. gyermek a szülő akaratát). 
A cselekvőképes ember jognyilatkozatai érvényességéhez kivételesen szükség van más személy engedélyéhez is (pl. építészeti hatóság, házastárs, tisztiorvos stb.), ám ilyenkor a törvény jogszerűen korlátozza a cselekvőképességet.

### Korlátozottan cselekvőképes kiskorúak jognyilatkozatai
Maga is tehet jognyilatkozatot, ám érvényességéhez főszabály szerint a törvényes képviselőjének (pl. szülők) az előzetes beleegyezése vagy utólagos jóváhagyása szükséges. Ha a törvényes képviselő a jóváhagyást megtagadja, úgy a kiskorú nyilatkozata semmis. Ha a kiskorú kérte az engedélyt, akkor addig – amíg a törvényes képviselő nem dönt a beleegyezéséről vagy megtagadásáról – függő jogi helyzet áll elő. Az a fél akire nézve ebből a helyzetből a jogszerzés reménye származik, várományosnak nevezzük. Ha a függő jogi helyzet túl hosszú ideig tart, és ezalatt a kiskorú nagykorúvá válik – cselekvőképes lesz – úgy maga dönt függő jognyilatkozatainak érvényessége felől.
Kivételesen a korlátozottan cselekvőképes kiskorú a törvényes képviselőjének közreműködése nélkül is
- tehet olyan személyes jellegű jognyilatkozatot, amelyre jogszabály feljogosítja (például személyhez fűződő jogok megsértése, házasság kötés, közvégrendelet tétel, ez utóbbi kettő képviseletet nem tűrő jognyilatkozat, melyeket kizárólag önmaga kötheti meg)
- megkötheti a mindennapi élet szokásos szükségleteinek fedezése körébe tartozó kisebb jelentőségű szerződéseket (pl. piaci, bolti vásárlás)
- rendelkezik munkával szerzett keresményével; keresménye erejéig erre kötelezettséget vállalhat (nem terjed ki a keresmény fogalma a pl. szerencsejátékon elnyert nyereményre)
- megköthet olyan szerződéseket, amelyekkel kizárólag előnyt szerez (pl. elfogadhat ajándékot).

A törvényes képviselő a korlátozottan cselekvőképes kiskorúnak ígért vagy adott ajándékot a gyámhatóság engedélyével visszautasíthatja. Ha a gyámhatóság a törvényes képviselő visszautasító nyilatkozatát nem hagyja jóvá, ez a határozata a törvényes képviselő elfogadó nyilatkozatát pótolja. Itt arról van szó, hogy léteznek például olyan nem szokásos mértékű ajándékok, amelyek a kiskorú személyiségfejlődését rossz irányba befolyásolják, ilyenkor a törvényes képviselő – pl. szülők – gyámhatósági engedéllyel visszautasíthatják a szokatlannak ítélt ajándékot (pl. drága, középkorból származó fegyvereket, tőrkészletet kap ajándékba a bácsikájától).
12. § (5)A törvényes képviselő a korlátozottan cselekvőképes kiskorú nevében maga is tehet jognyilatkozatokat, kivéve azokat, amelyeknél a jogszabály a korlátozottan cselekvőképes kiskorú saját nyilatkozatát kívánja meg, illetve amelyek a munkával szerzett keresményre vonatkoznak.

### Cselekvőképtelen kiskorúak jognyilatkozatai
12/C. § (1) A cselekvőképtelen kiskorú jognyilatkozata semmis; nevében a törvényes képviselője jár el.
(2) Nem lehet semmisnek tekinteni a cselekvőképtelen kiskorú által kötött és már teljesített csekély jelentőségű szerződéseket, amelyek megkötése a mindennapi életben tömegesen fordul elő, és különösebb megfontolást nem igényel. – ilyen például a kisebb bevásárlások, közlekedés, telefonálás, de például egy utazás lefoglalása már nem mindennapi, értékpapír vétele sem lehetséges, mivel az különösebb megfontolást igényel.
A törvényi megfogalmazás a 12/C (2)-ben nem azt mondja ki, hogy az ilyen szerződések nem semmisek, hanem, hogy nem lehet semmisnek tekinteni (fikció).
12/D. § A törvényes képviselőnek a kiskorú személyét és vagyonát érintő jognyilatkozata megtétele során a korlátozott cselekvőképességű, illetve az ítélőképessége birtokában lévő cselekvőképtelen kiskorú véleményét figyelembe kell vennie.
A fenti törvénycikk esetén feltétel, hogy a kiskorúnak már van önálló véleménye és azt ki is nyilvánítja. A cselekvőképtelen kiskorúnál külön feltétel tehát, hogy ítélőképessége birtokában legyen.

### Közös szabályok a korlátozottan cselekvőképes és a cselekvőképtelen kiskorúak jognyilatkozataira nézve
A kiskorúak jognyilatkozatai körében vannak olyan esetek, melyeknél a kiskorú törvényes képviselőjének a beleegyezése is kevés az jognyilatkozat érvényességhez, ahhoz a gyámhatóság jóváhagyása is szükséges. Ezekben az esetekben tehát egy közjogi-közhatalmi megerősítés történik, kontrollt gyakorol az állam a jognyilatkozatok fölött.
A törvényes képviselő jognyilatkozatainak érvényességéhez a gyámhatóság jóváhagyása szükséges, ha a jognyilatkozat
- a kiskorút megillető tartásról történő lemondásra (pl. válás esetén a házasfelek megállapodhatnak egymással a fizetendő gyermektartásról, ilyenkor a megállapodáshoz a gyámhatóság jóváhagyása szükséges)
- a kiskorút örökösödési jogviszony alapján megillető jogokra vagy kötelezettségre; külön is visszautasítható vagyontárgyak öröklésének visszautasítására (pl. végrendelet megtámadása)
- a kiskorú ingatlantulajdonának átruházására vagy bármely módon történő megterhelésére vonatkozik, ide nem értve azt az esetet, amikor az ingatlan ellenérték nélküli megszerzésével egyidejűleg kerül sor haszonélvezet alapítására (pl. kiskorú házára jelzálogterhelést kérnek a szülők)
- a kiskorú külön jogszabály alapján beszolgáltatott vagyonára (pénz, értékpapír)
- a kiskorú olyan egyéb vagyontárgyára, illetve vagyoni értékű jogára vonatkozik, amelynek értéke meghaladja a külön jogszabályban meghatározott összeget.

A fent említett külön jogszabály a 149/1997. (IX.10.) Korm. rendelet, amely a 25. § (1) bekezdésében tartalmazza az értékhatárokat, eseteket, melyeknél gyámhatósági engedély szükséges.
25. § (1) A szülő jognyilatkozatainak érvényességéhez a gyámhivatal jóváhagyása szükséges, ha a jognyilatkozat
a) a gyermeket megillető tartásról történő lemondásra,
b) a gyermeket örökösödési jogviszony alapján megillető jogra vagy kötelezettségre,
c) a külön is visszautasítható vagyontárgyak öröklésének visszautasítására,
d) a gyermek ingatlantulajdonának átruházására vagy bármely módon történő megterhelésére vonatkozik, ide nem értve azt az esetet, amikor az ingatlan ellenérték nélküli megszerzésével egyidejűleg kerül sor haszonélvezet alapítására,
e) a gyermek tulajdonában álló ingatlanon vagy ingatlantulajdoni hányadon az építtető részére tulajdonszerzést jelentő építési, épületbővítési vagy más értéknövelő beruházás engedélyezésére,
f) a gyermek tulajdonában lévő ingatlanon vagy ingatlantulajdoni hányadon álló felépítmény teljes vagy részleges bontásának engedélyezésére,
g) a gyermek lakásbérleti szerződésének közös megegyezéssel történő megszüntetésére vagy lakáscseréjéhez történő hozzájárulás megszerzésére,
h) a gyermek által kötött tartási vagy életjáradéki szerződésre,
i) a gyermek személyes tulajdonát képező, százezer forint értéket meghaladó mértékű ingó és készpénzvagyonát, illetve vagyoni értékű jogát érintő jogügyletre,
j) a gyermek tulajdonát képező – százezer forint értéket meghaladó – értékpapírt, üzletrészt, részvényt érintő jogügyletre,
k) a gyermek beszolgáltatott vagyonára,
l) a gyermek részére ígért vagy adott ajándék visszautasítására,
m) a gyermek ingatlantulajdonát érintő közös tulajdon átruházással történő megszüntetésére
vonatkozik.
A Ptk. előírja azt is, hogy a bírósági vagy közjegyzői határozattal elbírált jognyilatkozat érvényességéhez a gyámhatóság jóváhagyása nem szükséges.
A kiskorú még a gyámhatóság jóváhagyásával sem tehet érvényesen olyan jognyilatkozatot, amellyel ajándékoz, idegen kötelezettségért megfelelő ellenérték nélkül felelősséget vállal (pl. kezesség), vagy amellyel jogokról ellenérték nélkül lemond (pl. ingyenes lemondás az örökségről). Ez azonban nem gátolja a korlátozottan cselekvőképes kiskorút a munkával szerzett keresményével való rendelkezésben, és nem zárja ki a szokásos mértékű ajándékozást.
A kiskorú jognyilatkozata, amennyiben semmis – tehát cselekvőképtelen; korlátozottan cselekvőképesnek nem adja meg a törvényes képviselője a beleegyezését, illetve a gyámhatósági engedély hiányzik – úgy csak annak érdekében lehet a semmisségre hivatkozni, akinek cselekvőképessége korlátozott vagy hiányzik. Ezt a jogi konstrukciót relatív semmisségnek nevezzük.
Ha viszont a kiskorú, aki cselekvőképességét illetően a másik felet megtéveszti, ezért felelősséggel tartozik, és felelőssége alapján a szerződés teljesítésére is kötelezhető.

### Cselekvőképességet korlátozó gondnokság alá helyezett nagykorúak jognyilatkozatai
A korlátozó gondnokság lehet teljes vagy részleges. Ha csak részleges, akkor a gondnokolt minden olyan ügyben önállóan érvényes jognyilatkozatot tehet, amely ügycsoport tekintetében a bíróság a cselekvőképességet korlátozó ítéletben a gondnokolt cselekvőképességét nem korlátozta.
A Ptk. példálózó jelleggel sorolja fel azokat az ügycsoportokat, amelyek tekintetében a bíróság korlátozhatja a gondnokság alá helyezett személy egyébként teljes cselekvőképességét. Ilyenek különösen:
1. társadalombiztosítási, szociális és munkanélküli ellátás igénylése, illetve az azzal, valamint a munkaviszonyból és munkaviszony jellegű jogviszonyból származó, a 14/B. § (2) bekezdés c) pontjában foglalt mértéket meghaladó jövedelemmel való rendelkezés;
2. ingó és ingatlan vagyonnal kapcsolatos rendelkezési jog;
3. családjogi jognyilatkozatok megtétele
a) a házassági vagyonjoggal kapcsolatos jognyilatkozat,
b) a származás megállapításával kapcsolatos nyilatkozat megtétele,
c) a gyermeke nevének meghatározása és annak megváltoztatása,
d) a gyermekének örökbefogadásához való hozzájárulás;
4. tartási kötelezettséggel kapcsolatos vagyoni döntés meghozatala;
5. a lakásbérlettel kapcsolatos jognyilatkozat megtétele (a szerződés megkötése, illetve felbontása);
6. örökösödési ügyek;
7. bentlakásos szociális intézetben történő elhelyezéssel kapcsolatos jognyilatkozatok;
8. az egészségügyi ellátással összefüggő jogok gyakorlása;
9. tartózkodási hely meghatározása. (ország elhagyása is)
A korlátozottan cselekvőképes jognyilatkozata csak akkor érvényes, ha azt a gondnoka beleegyezésével vagy utólagos jóváhagyásával tette. A gondnokolt és gondnoka közötti vita esetén a gyámhatóság dönt a vitáról. Ha a korlátozottan cselekvőképes személy cselekvőképessé válik, maga dönt a függő jognyilatkozatainak érvényességéről, csakúgy mint a kiskorúaknál.
A korlátozottan cselekvőképes személy a gondnoka közreműködése nélkül is
- tehet olyan személyes jellegű jognyilatkozatot, amelyre a jogszabály feljogosítja (személyes jellegű nyilatkozatok)
- megkötheti a mindennapi élet szokásos szükségleteinek fedezése körébe tartozó kisebb jelentőségű szerződéseket (bolti vásárlás)
- rendelkezik a munkaviszonyból, munkaviszony jellegű jogviszonyból, társadalombiztosítási, szociális és munkanélküli ellátásból származó jövedelme 50%-ával; annak erejéig kötelezettséget is vállalhat
- megköthet olyan szerződéseket, amelyekkel kizárólag előnyt szerez (ajándékozás)

A gondnok a gondnokolt helyett és nevében törvényi felhatalmazás alapján nem jogosult eljárni, hanem csak akkor, ha erre a korlátozottan cselekvőképes gondnokolt közokiratban feljogosítja. Ilyenkor a gondnok általános jelleggel jár el. A gondnokolt az általános felhatalmazást teljes bizonyítóerejű magánokirattal – a gondnok egyidejű tájékoztatása mellett – bármikor visszavonhatja.
Léteznek rendkívüli helyzetek, amikor a gondnokolt érdekében, helyette és nevében a gondnok megállapodás hiányában is eljárhat. Ezek az azonnali intézkedést igénylő esetek.

### Cselekvőképességet kizáró gondnokság alá helyezett személyek jognyilatkozatai.
A cselekvőképtelen személy jognyilatkozata semmis, nevében gondnoka jár el. Az egyébként cselekvőképtelen gondnokolt azonban időlegesen – tiszta pillanataiban – vagy egyszerűbb ügyekben véleménynyilvánításra lehet képes. A gondnoknak a véleménynyilvánításra képes gondnokolt kívánságát, kéréseit – például a tartózkodási helyére vonatkozóan – a döntések meghozatala előtt meg kell hallgatnia és lehetőség szerint figyelembe kell vennie. Ha a gondnok e kötelezettségét folyamatosan megszegi, ez a elmozdítását vonhatja maga után. A cselekvőképtelen személy maga is megkötheti azokat a csekély jelentőségű szerződéseket, amelyek a mindennapi életben tömegesen fordulnak elő, és különösebb megfontolást nem igényelnek, csakúgy mint a cselekvőképtelen kiskorúaknál.

### A cselekvőképtelenséget érintő gondnokság alá helyezés nélküli cselekvőképtelen személy jognyilatkozatai
A gondnokság alá helyezés nélkül is cselekvőképtelen állapotban lévő személy jognyilatkozata főszabály szerint ugyanúgy semmis, mint a gyermekkorú, vagy cselekvőképességet kizáró gondnokság alá helyezett személyé. Az ilyen állapot különböző intenzitású lehet, így kivételesen az ilyen személy jognyilatkozatát nem lehet semmisnek tekinteni, ha tartalmából és körülményeiből arra lehet következtetni, hogy a jognyilatkozat a fél cselekvőképessége esetében is indokolt volna. Ez alól alkivétel a cselekvőképtelen személy végintézkedése.

### A cselekvőképességet érintő gondnokság alá helyezettekre vonatkozó közös szabályok
A cselekvőképtelen személy gondnoka, korlátozott cselekvőképesség esetén pedig az érintett személy és gondnoka jognyilatkozatainak érvényességéhez a gyámhatóság jóváhagyása szükséges, ha a jognyilatkozat a gondnokolt:
- tartására
- örökösödési jogviszony alapján megillető jogára vagy kötelezettségére
- ingatlantulajdonának átruházására vagy bármely módon történő megterhelésére vonatkozik, ide nem értve azt az esetet, amikor az ingatlan ellenérték nélküli megszerzésével egyidejűleg kerül sor haszonélvezet alapítására
- a 20/B. § alapján beszolgáltatott vagyonára
- vagyonának mértékétől függően a gondnokot kirendelő határozatban megállapított összeget, de legalább 50 000 Ft-ot meghaladó értékű egyéb vagyontárgyára, vagyoni értékű jogára vonatkozik.

A gyámhatóság kivételesen indokolt esetben hozzájárulhat:
- a cselekvőképtelen személy gondnoka, korlátozott cselekvőképesség esetén pedig a gondnokolt és a gondnok közös kérelmére a gondnokság alá helyezett személy leszármazójának önálló háztartás alapításához, fenntartásához, illetve más létfontosságú célja eléréséhez a gondnokság alatt álló vagyonának terhére; a támogatás mértéke a leszármazó kötelesrészét nem haladhatja meg
- a korlátozottan cselekvőképes gondnokolt és gondnoka közös kérelmére a gondnokolt által történő ajándékozáshoz vagy jogokról ellenérték nélkül lemondásához, illetve közcélra történő felajánlásához, feltéve, hogy a jogügylet a gondnokolt megélhetését nem veszélyezteti

Nincs szükség a gyámhatóság jóváhagyására:
- bírósági vagy közjegyzői határozattal elbírált jognyilatkozat érvényességéhez
- ha a bíróság ítéletében a cselekvőképességet korlátozó gondnokság alá helyezett személy cselekvőképességét az adott jognyilatkozatok tekintetében nem korlátozta

A korlátozott cselekvőképességen és a cselekvőképtelenségen alapuló semmisségre csak annak érdekében lehet hivatkozni, akinek a cselekvőképessége korlátozott vagy hiányzik, csakúgy mint a kiskorúaknál. Aki cselekvőképességét illetően a másik felet megtéveszti, ezért felelősséggel tartozik, és felelőssége alapján a szerződés teljesítésére is kötelezhető, szintén a már említett kiskorúakhoz hasonlóan